# Nachiketas

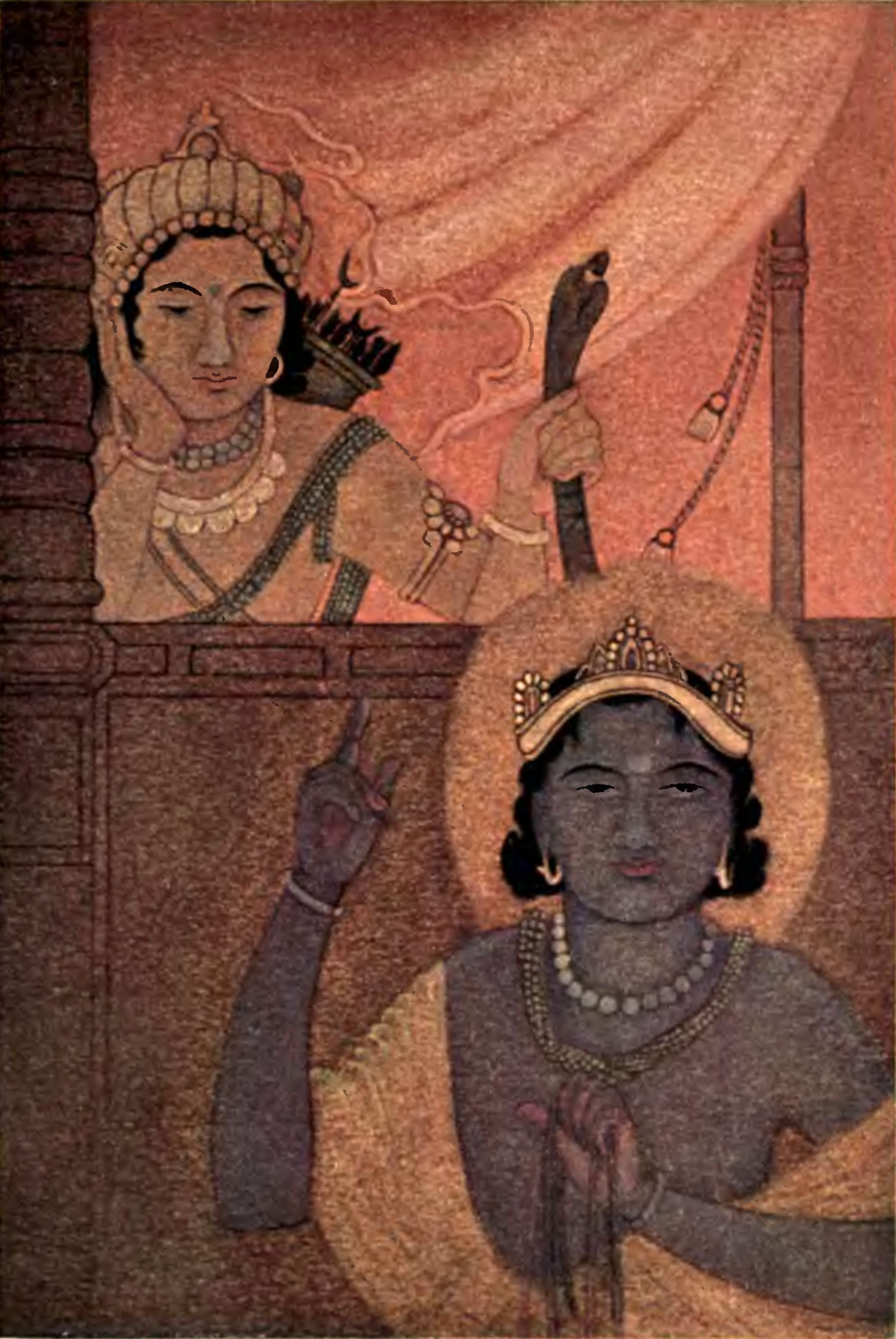
Yama et Nachiketas, illustration de 1914.

Nachiketa ou Nachiketas (IAST: Naciketa) est dans les temps anciens de l'hindouisme un nom donné à une sorte de feu. 
Dans la Katha Upanishad, un texte de l'hindouisme daté aux alentours du Ier siècle de notre ère, Nachiketas est personnifié en un enfant reconnu pour son ascétisme et sa soif de délivrance du saṃsāra : le moksha (le but de la vie selon entre autres le yoga). Nachiketas est, dans le Katha Upanishad, le fils du sage Vājashravas, et il discutera avec Yama, dieu de la mort.

## Interprétations
Jean Haudry, dans son ouvrage Le Feu de Naciketas (2010), analyse la figure de Naciketas (ou Naciketā) principalement à travers le récit du Katha Upanishad, où il apparaît comme un héros initiatique lié au feu sacrificiel. Il interprète le feu que Naciketas obtient de Yama (le dieu et juge des morts) comme un feu sacrificiel concret, un aspect du dieu Agni particulier. Ce feu porte son nom « Nāciketa Agni » et devient un rite védique spécifique mentionné dans d'autres textes comme le Taittirīya Brāhmaṇa. Il s'agit d'un feu à trois foyers, symbole de purification et de passage.
L'épisode central où Naciketas descend chez Yama est vu par Haudry comme un parcours initiatique. Le jeune homme affronte la mort symbolique pour accéder à la connaissance ultime. Il place Naciketas dans un cadre comparatif indo-européen plus large et voit en lui un archétype du porteur ou du conquérant du feu, comparable à d'autres figures comme le grec Prométhée ou l'avestique Ātar (le Feu lui-même luttant contre le démon).
Enfin, Haudry souligne l'identification profonde entre le feu sacrificiel et la connaissance suprême (Brahmavidyā) que Naciketas acquiert. Le feu physique est le symbole concret du feu intérieur de la connaissance qui consume l'ignorance. L'initiation de Naciketas est donc une illumination, où le feu rituel devient la métaphore de la révélation spirituelle.